# لیپودیستروفی موضعی
لیپودیستروفی موضعی (انگلیسی: Localized lipodystrophy) یک درگیری پوستی است که طی آن چربی زیرپوستی در محل تزریق انسولین از بین می‌رود.: 497 